# Cuddle Up
«Cuddle Up» es una canción escrita por Dennis Wilson y Daryl Dragon para la banda de rock estadounidense The Beach Boys. Fue lanzado simultáneamente en dos formatos, el 15 de mayo de 1972. Una versión fue lanzada en el álbum Carl and the Passions - "So Tough", y otro como el lado B de "You Need a Mess of Help to Stand Alone".

## Grabación
Después del lanzamiento del álbum Surf's Up de 1971 de The Beach Boys, en agosto Dennis Wilson colaboró con Daryl Dragon, con la intención de grabar un álbum solista. "Cuddle Up" se grabó inicialmente para este proyecto a finales de 1971 bajo el título de "Old Movie".
Después se abandonó la idea de producir este álbum, y Dennis volvió a grabar "Cuddle Up" en el estudio de su hermano Brian Wilson en Bel Air, California el 15 de mayo de 1972 con los Beach Boys.
"Cuddle Up" es cantada por Dennis y la producción corrió por cuenta de The Beach Boys.

### Ediciones alternativas
Se editó una mezcla ligeramente diferente de "Cuddle Up"que apareció en el lado B de "You Need a Mess of Help to Stand Alone". La mezcla es diferente, además de tener otras sobregrabaciones adicionales y coros.

## Crítica
Mateo Greenwald de Allmusic ha declarado: "'Cuddle Up' es una balada un poco recargada, clásicamente influenciada. Sin embargo, la letra y la excelente voz de Dennis Wilson hacen de esta una emocionante obra maestra, cerrando el álbum con estilo". Señaló además que la canción es de escucha indispensable para aquellos que desean explorar el talento de Dennis Wilson.

## Versiones
Captain & Tennille grabaron su propia versión de "Cuddle Up" en 1975 para su álbum Love Will Keep Us Together.